# CoreServices
CoreServices è un gruppo di API per macOS che nell'archittetura del sistema risiedono al di sotto di Carbon e Cocoa. Includono CFNetwork, CarbonCore, OSServices, e WebServicesCore.